# Tornimparte
Tornimparte è un comune italiano sparso di 2 713 abitanti della provincia dell'Aquila, in Abruzzo, ubicato nell'entroterra dell'appennino abruzzese, nel settore sud-occidentale della Conca Aquilana, la cui sede municipale si trova nella frazione di Villagrande. Faceva parte della comunità montana Amiternina.

## Geografia fisica

### Territorio
Il territorio del comune è suddiviso in una parte pedemontana ondulata e abitata ad una quota altimetrica media di 830 m s.l.m., contornata a sud-ovest, ovest e nord-ovest dalle creste dei monti Ruella (1.540 m), La Piaggia (1.637 m) e La Serra (1.599 m), e aperta a nord verso il resto della Conca Aquilana, e in una parte montana in quota lungo le pendici e i contrafforti del gruppo montuoso carsico di monte San Rocco-monte Cava (2.000 m), che rappresenta l'elevazione più alta del territorio nonché lo spartiacque con il territorio laziale dell'alto Cicolano, con cui è collegato tramite la SP1 Amiternina.
La parte pedemontana del comune è solcata dal fiume Raio e dai suoi numerosi ruscelli affluenti che raccolgono insieme l'acqua di scolo delle montagne del comune; tale corso d'acqua a carattere tipicamente stagionale si immette poi come affluente destro nel fiume Aterno-Pescara nel territorio del comune dell'Aquila; su ciascun colle delimitato da piccole vallate solcate dai ruscelli affluenti sono poste gran parte delle 22 frazioni del comune. La parte montana è caratterizzata dalla presenza di numerose foreste di faggio e castagno, intervallate da zone di pascolo e una fauna tipica delle montagne dell'Appennino.
La particolare conformazione geologica del territorio pedemontano, composto prevalentemente da roccia tufacea nei luoghi arroccati, pur rientrando nella lista dei comuni del cratere sismico, il comune ha registrato relativamente pochi danni, rispetto alle zone limitrofe, nel terremoto dell'Aquila del 6 aprile 2009, nonostante la distanza di appena 6–9 km linea d'aria dall'epicentro.

### Clima
Il clima del territorio è quello tipico delle zone più interne appenniniche caratterizzato da accentuata continentalità con influssi orografici sulle correnti umide occidentali; d'inverno il clima è tendenzialmente rigido con precipitazioni nevose dalle quote di media montagna (1400 m s.l.m.)–1500 m s.l.m.) mentre nel fondovalle abitato le nevicate, rispetto agli anni 1960-1970, sono progressivamente diminuite sia in frequenza che in accumulo in linea coi mutamenti climatici che hanno coinvolto l'intero arco appenninico e l'Italia peninsulare; la stagione più piovosa risulta essere quella autunnale, seguita da quella primaverile e invernale; d'estate, prevalentemente secca, l'altitudine localmente può mitigare le ondate di calore grazie anche a bassi valori di umidità relativa.

## Storia
Antico territorio Sabino di cui si ha memoria sin dai primi secoli a.C., la storia del territorio segue le dominazioni che hanno caratterizzato la provincia aquilana nel corso dei secoli: passato sotto la dominazione Romana e Longobarda (gastaldato di Forcona nel ducato di Spoleto), divenne feudo del Sacro Romano Impero nell'Alto medioevo, per poi passare in mano agli Angioini fino al Seicento, ai Barberini nel Settecento e infine ai Borbone delle due Sicilie nell'Ottocento, fino all'annessione al Regno d'Italia.
Durante il Regno di Sicilia e il Regno di Napoli, ovvero dal XIII al XIX secolo, il territorio del comune era compreso nell'Abruzzo Ulteriore in seguito alla suddivisione del giustizierato d'Abruzzo, mentre nell'XIX secolo fu compreso nell'Abruzzo Ultra II. Il nome Tornimparte deriva molto probabilmente dal latino Turres in Partibus, ovvero "fortezze dislocate in varie parti", sebbene vi siano varie teorie al riguardo. Come in altre aree dell'Appennino, fu soggetto al fenomeno del brigantaggio. Assieme agli altri centri limitrofi ha contribuito alla fondazione della città di L'Aquila nel Duecento, di cui è rimasta traccia nella chiesa di San Vito alla Rivera.

## Monumenti e luoghi d'interesse

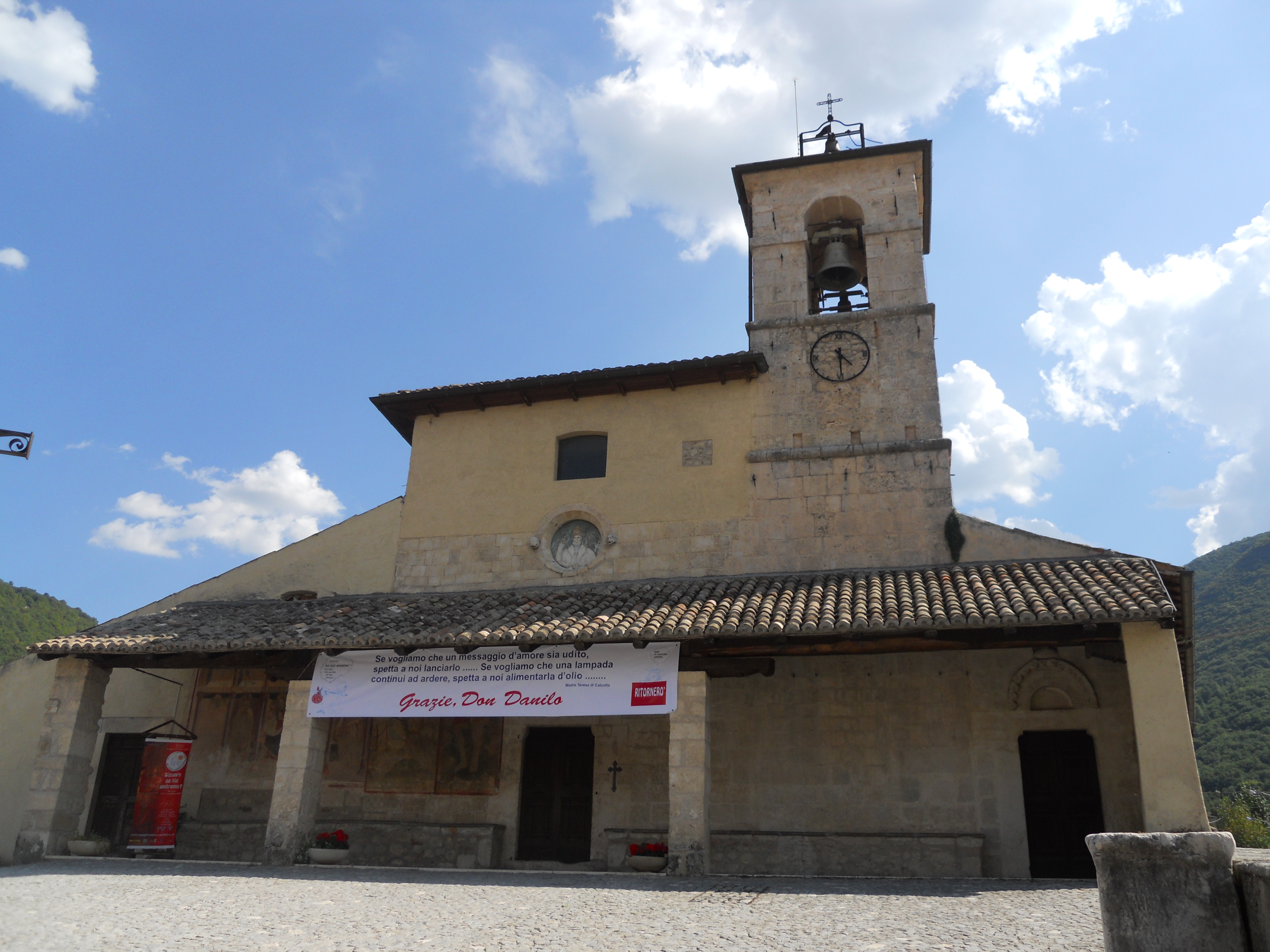
La Chiesa di San Panfilo a Villagrande

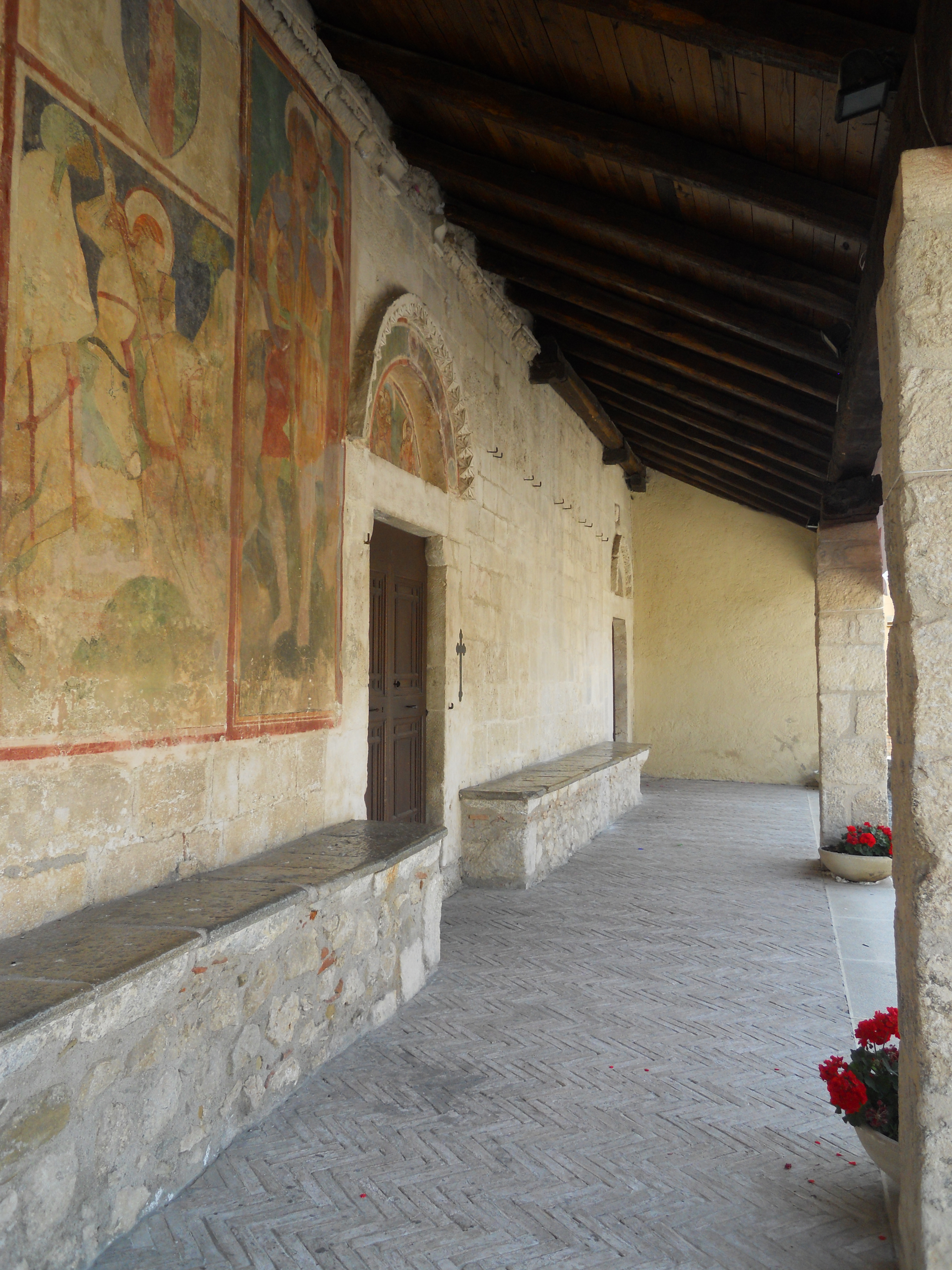
Il portico antistante il sagrato della chiesa di San Panfilo, con i due portali e gli affreschi

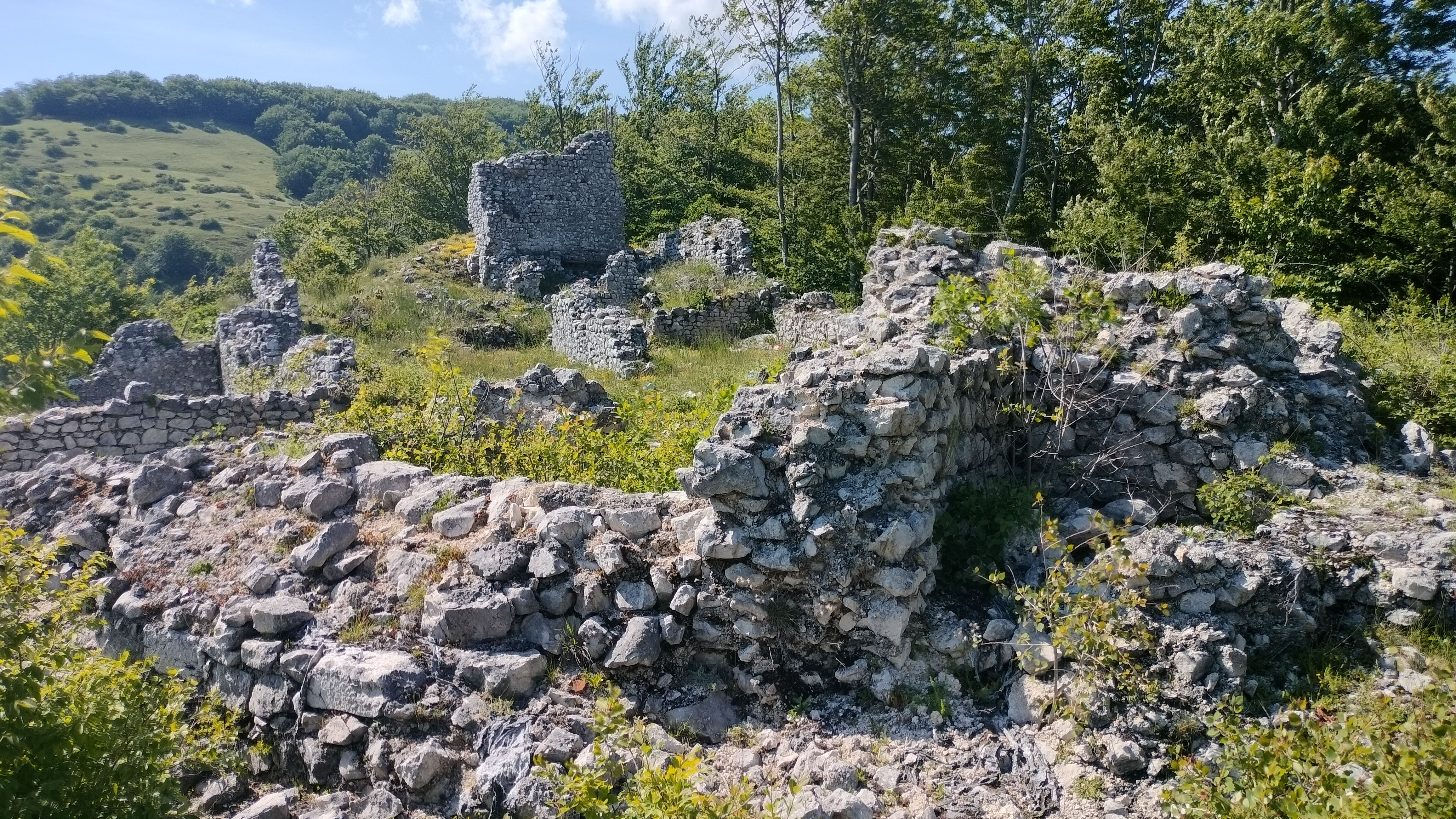
Ruderi del Castello di Sant'Angelo a Castiglione

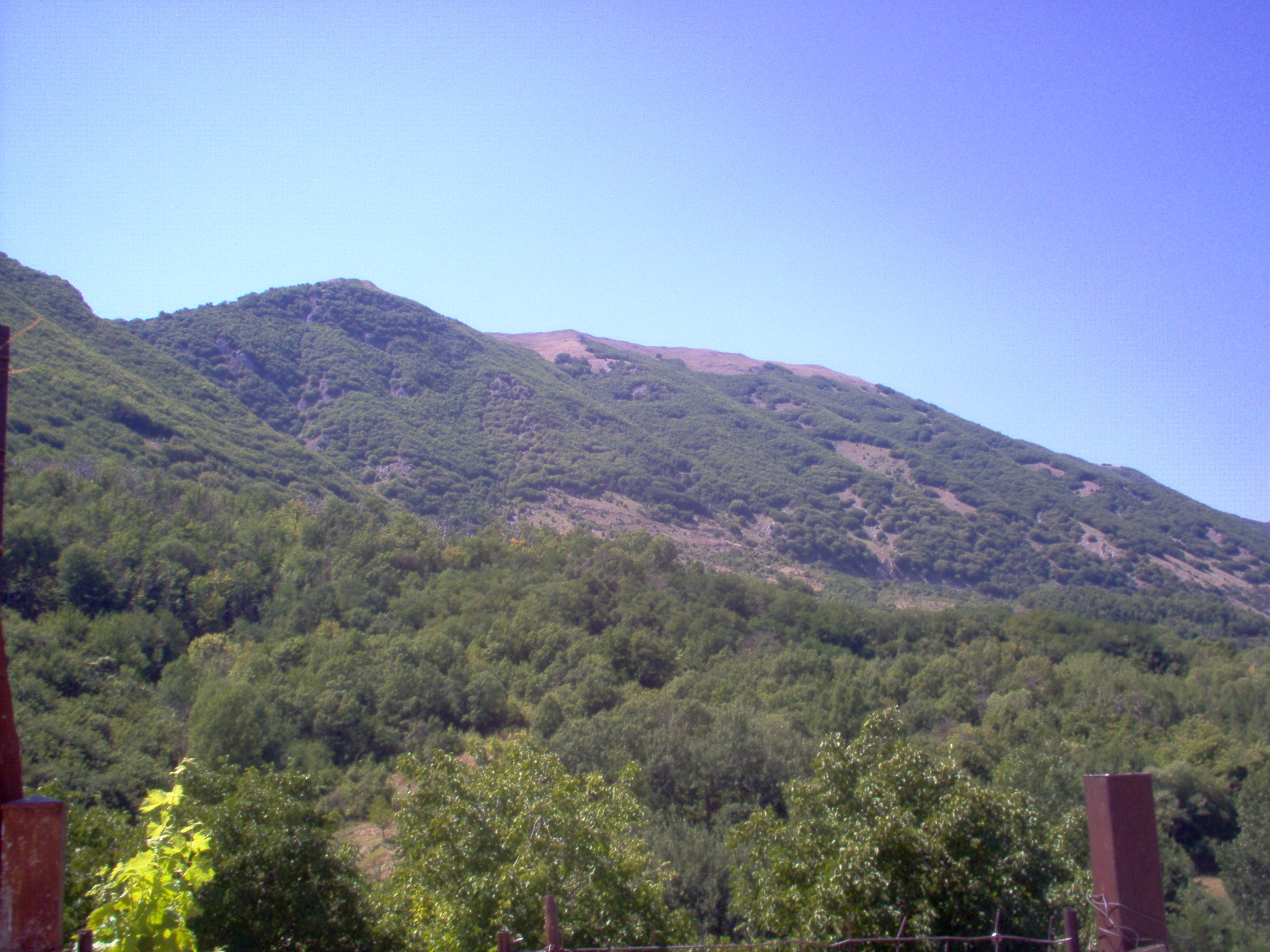
Veduta del monte La Piaggia da Capo la Villa

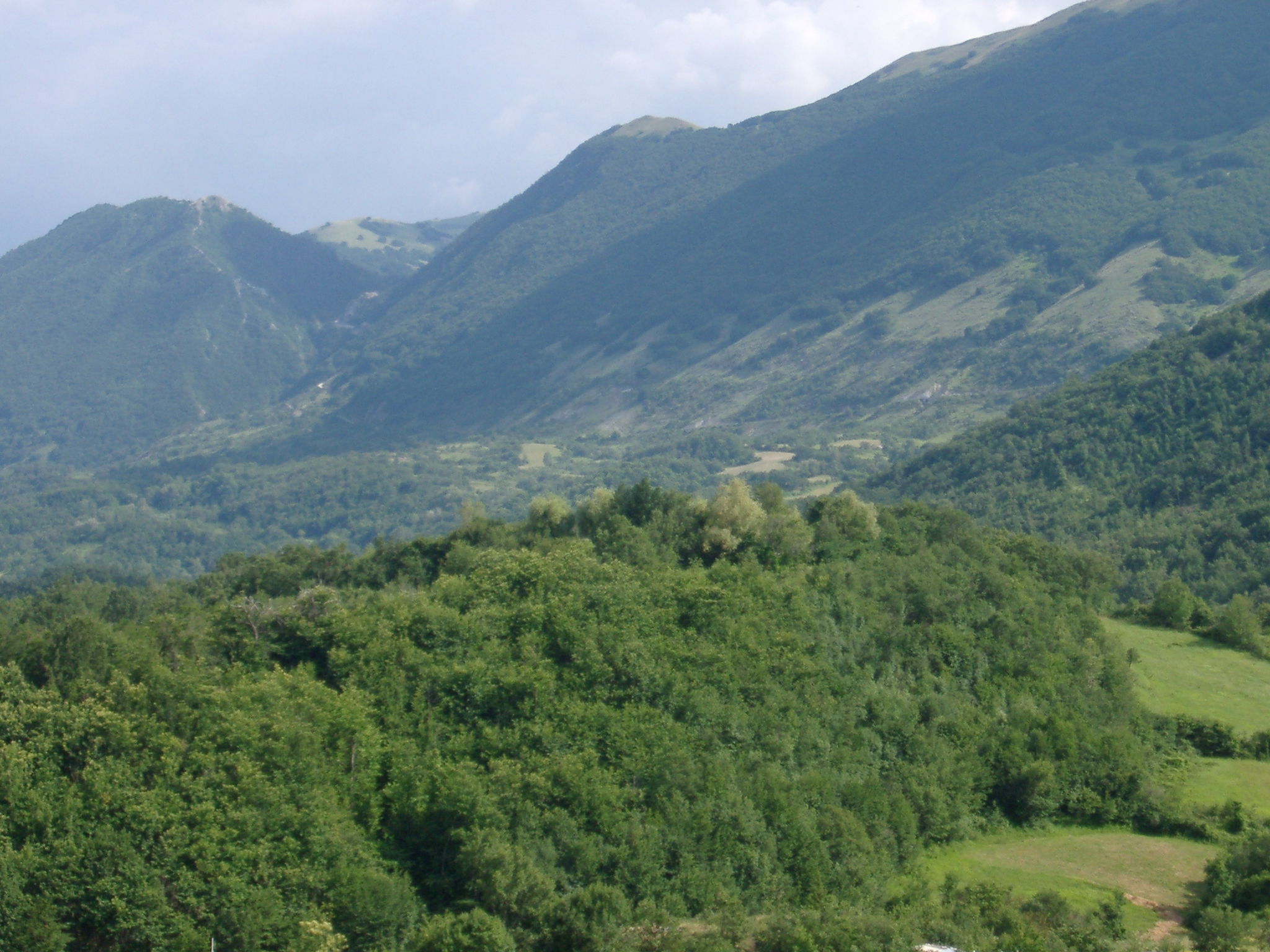
Vista dei monti Ruella e La Piaggia

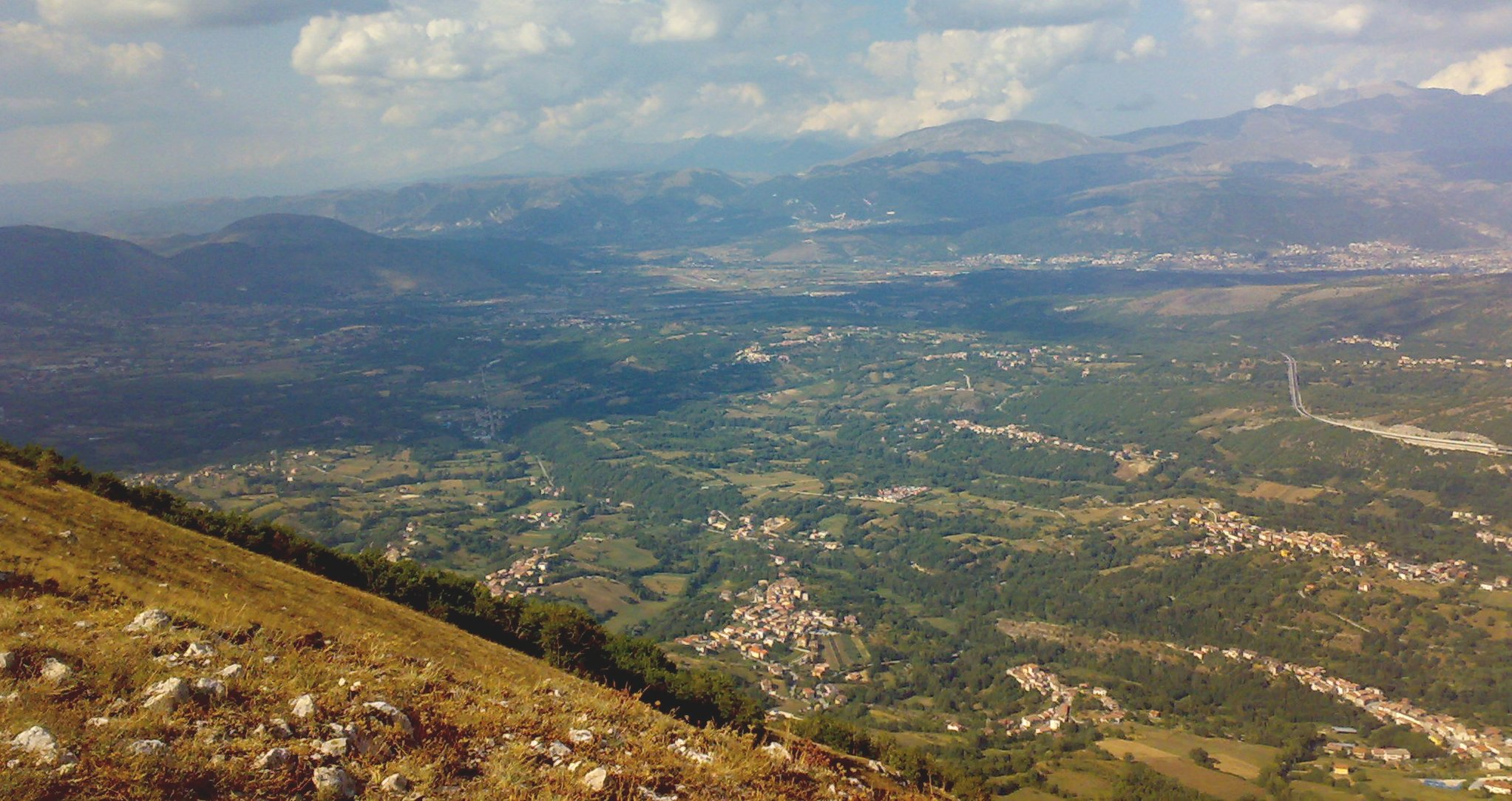
Vallata di Tornimparte vista da Monte La Piaggia; sullo sfondo L'Aquila e Gran Sasso, e sulla sinistra i monti della Laga.

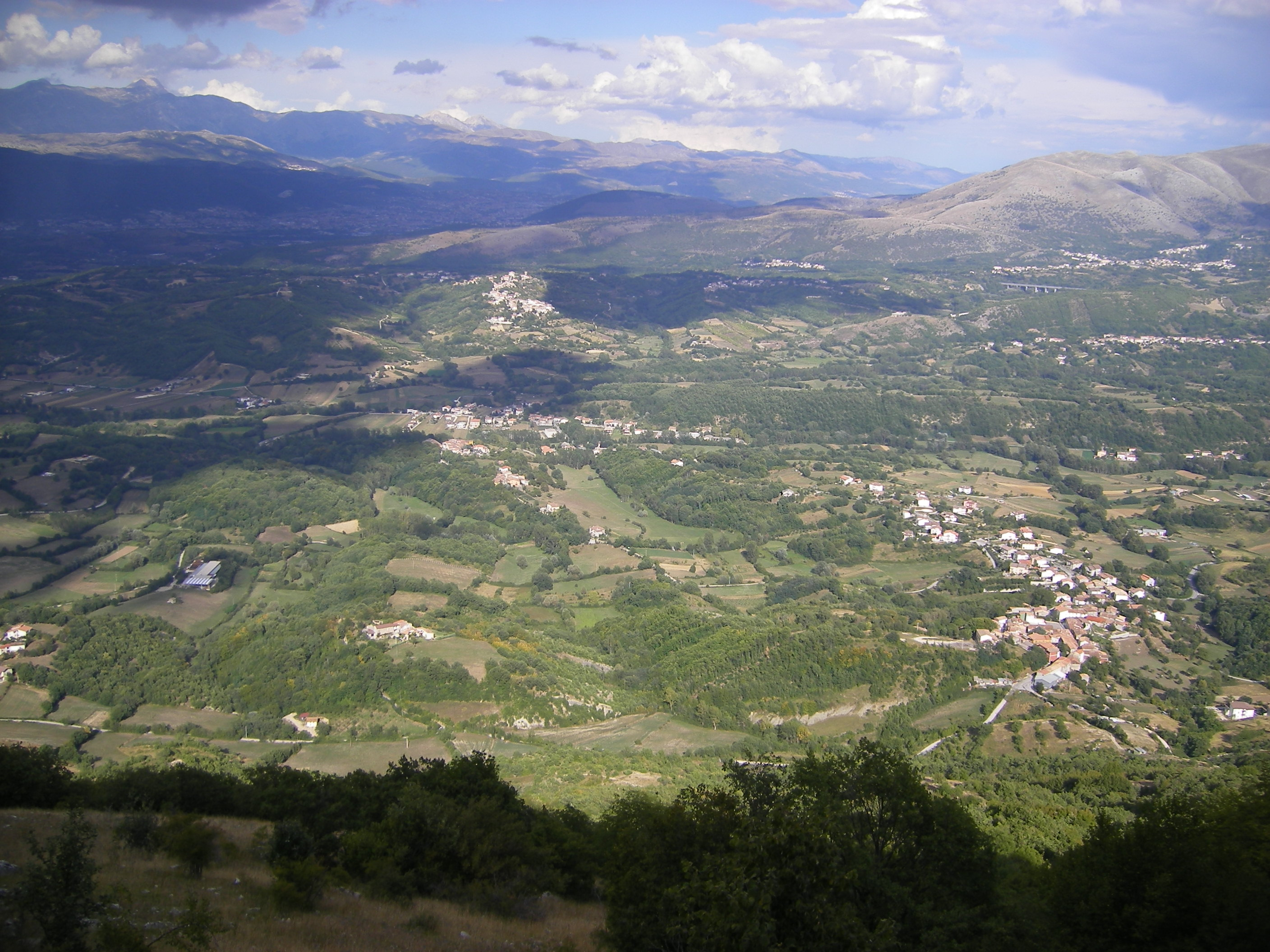
Panorama di Pié La Costa dal monte La Serra; a sinistra il massiccio del Gran Sasso

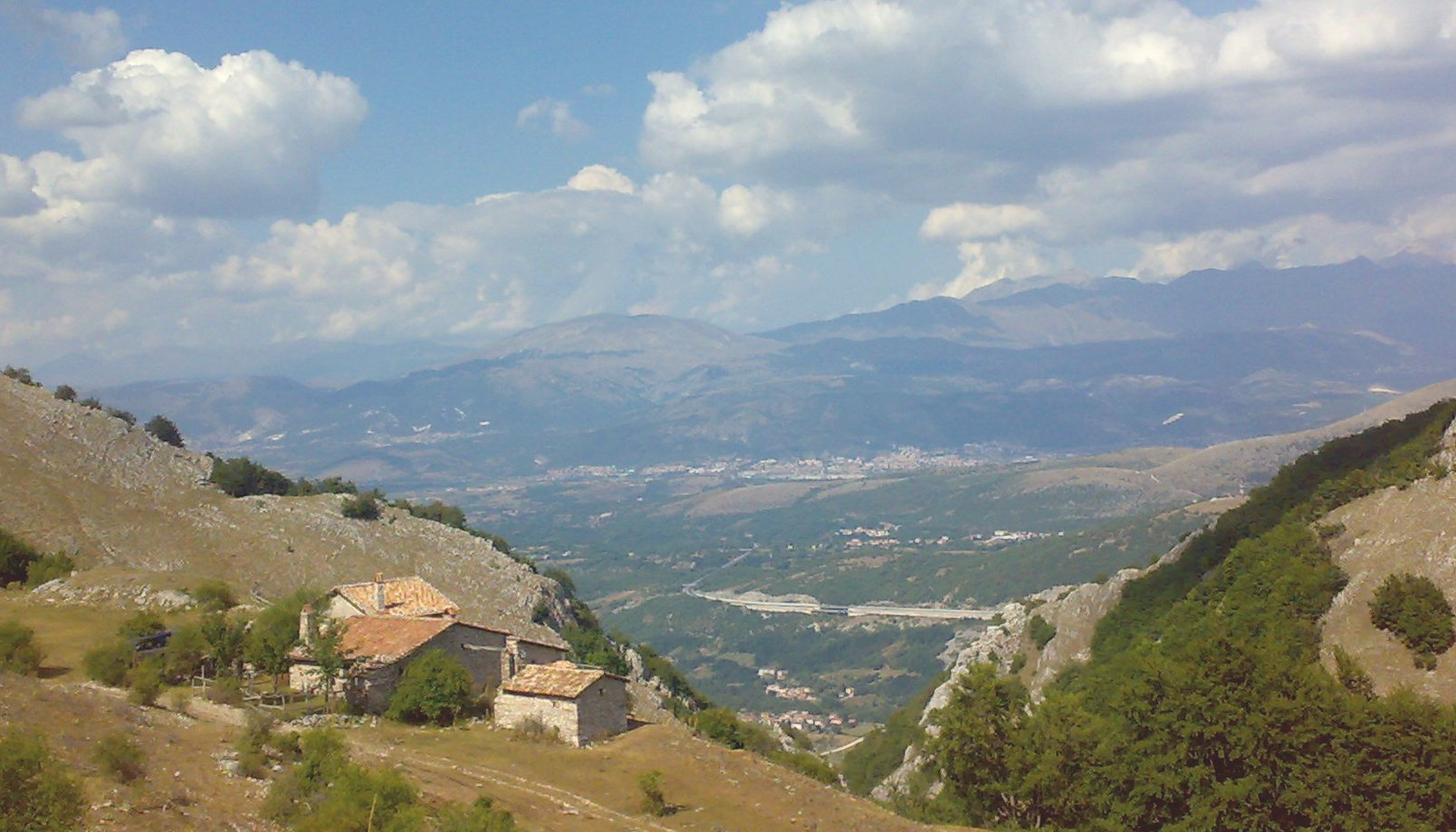
Casali sul monte Ruella

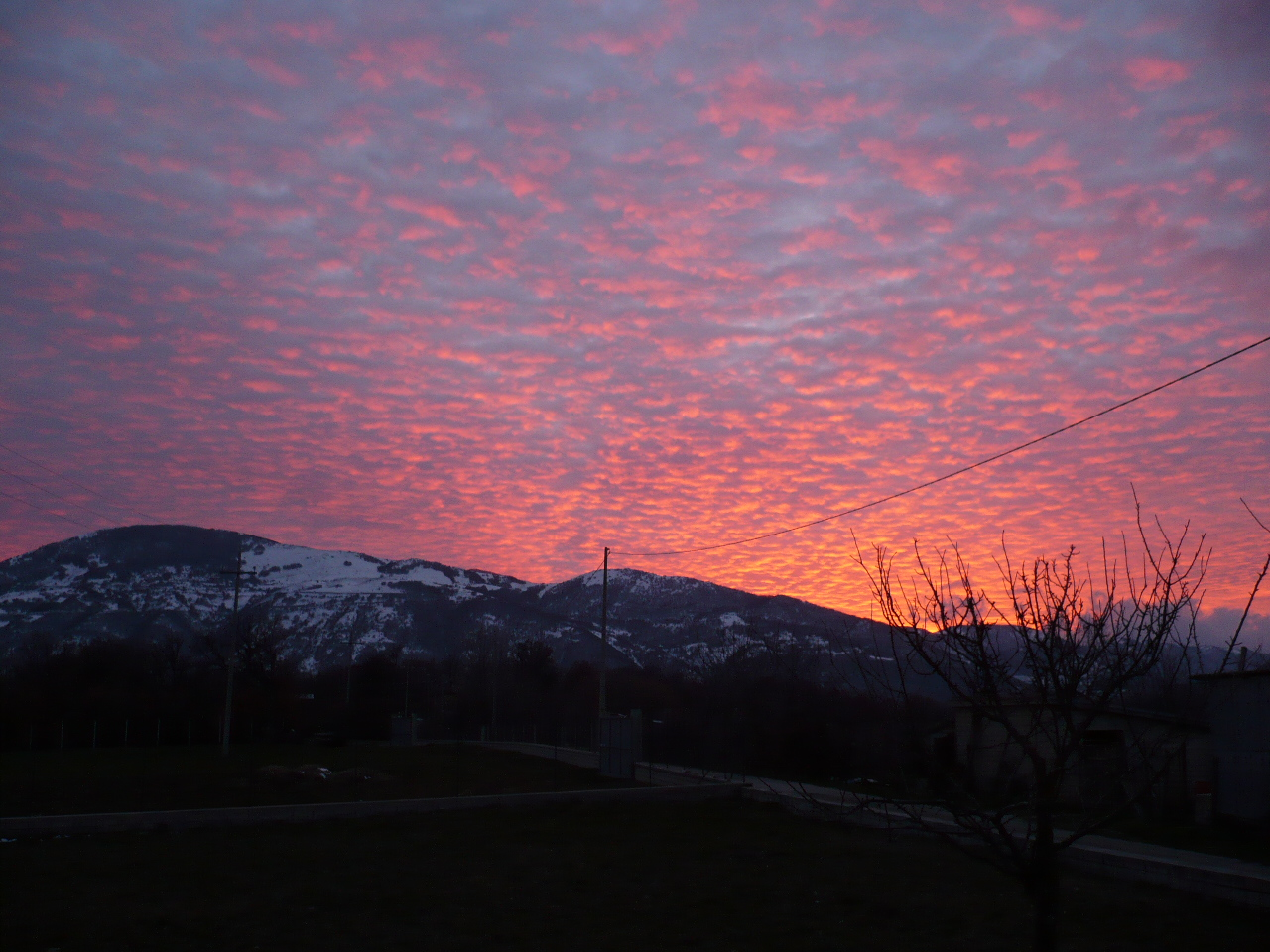
Monte La Serra, visto da Sassa

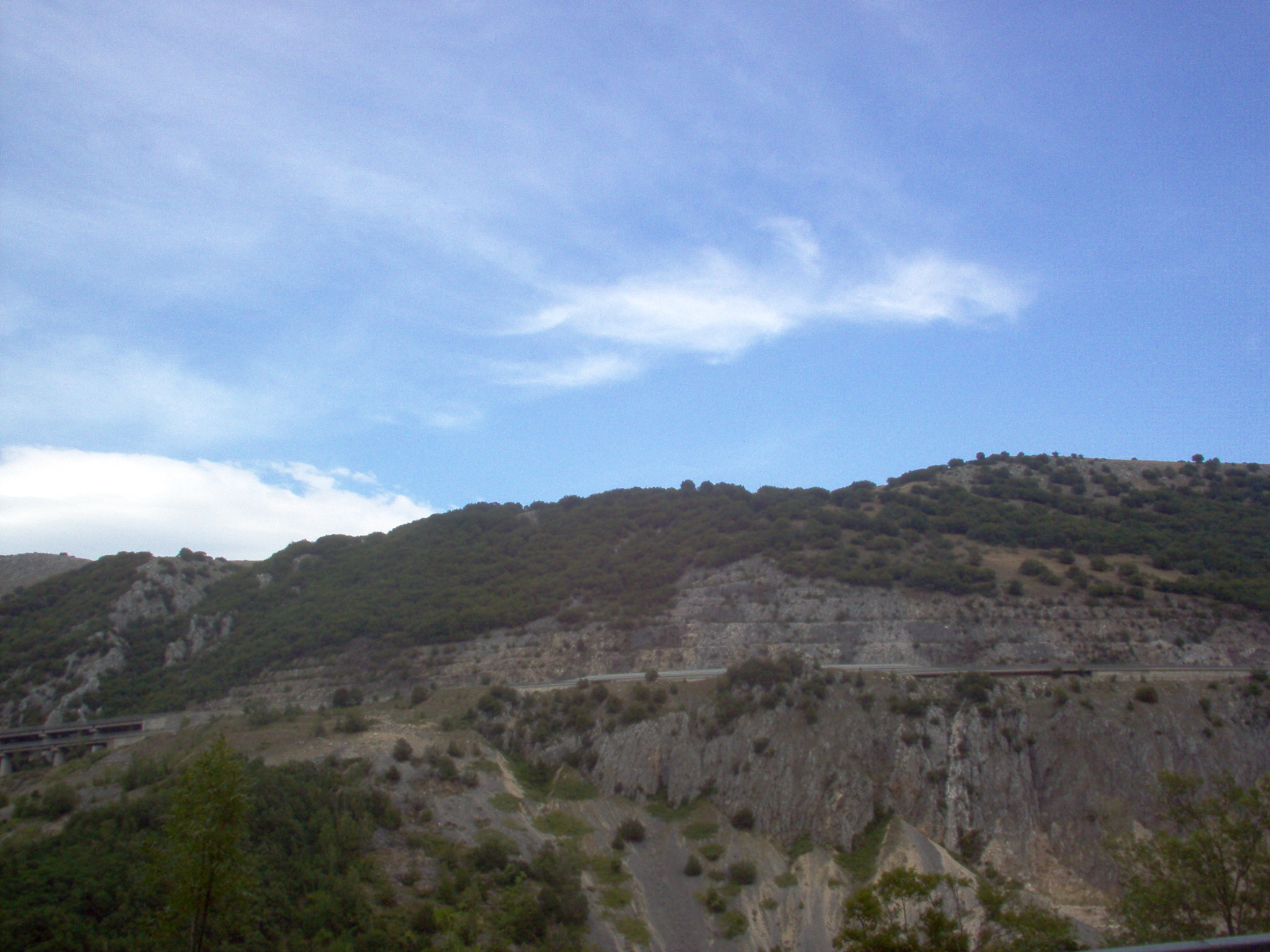
L'autostrada A24 vista da Tornimparte

- Chiesa di San Panfilo, Villagrande (XI secolo): presenta un'originale pianta a quattro navate e la commistione di elementi stilistici romanici e barocchi; la data di costruzione è incerta, anche se è possibile datare attorno all'anno mille il primo nucleo architettonico. Gli affreschi della chiesa sono stati realizzati tra il 1490 e il 1494 da Saturnino Gatti[10].
- Chiesa di Santo Stefano, Rocca Santo Stefano (XIII secolo): la chiesa sorge appena fuori dagli abitati di Colle Marino, Rocca Santo Stefano e Forcelle, in posizione rialzata e dominante rispetto alle tre frazioni; non si conosce con precisione la data della sua costruzione, certamente anteriore al 1178, dato che in quell'anno veniva menzionata nella bolla di papa Alessandro III al vescovo di Forcona; più volte danneggiata e ricostruita nel corso dei secoli, non è più utilizzata per cerimonie religiose dopo che nel 1985 un terremoto ha provocato il crollo del tetto e del campanile; è stata restaurata e inaugurata alla fine del 2011[11].
- Altre chiese minori sono poste nelle frazioni di Colle San Vito, Barano, San Nicola, Piedi La Costa, Piedi La Villa, Case Tirante, Capo la Villa, Forcelle[12].
- Chiesa Rurale di Santa Cecilia di Tornimparte (Ruderi). Secondo alcuni cenni storici nel 1400 svolgeva la sua normale attività[13].
- Ruderi del Castello di Sant'Angelo (detto anche il Castellaccio) presso Castiglione (VIII secolo)[14][15].
In quest’area i castelli e le rocche medievali erano importanti presenze di controllo di una strategica via di collegamento con la Campania e Napoli.

### Aree naturali
- Monte San Rocco e Monte Cava[16]
- Bosco di Cerasuolo-San Giovanni[17]
- Bosco, gola e valle di Ruella
- Piana di Castiglione
- Grotte di Vaccamorta[18][19]
- Valle del Raio e castagneto

## Società

### Evoluzione demografica
Abitanti censiti

La prossimità con L'Aquila ha limitato lo spopolamento caratteristico delle zone interne della regione e del resto dell'Appennino, con la popolazione stabilmente intorno alle 3000 unità sin dall'inizio degli anni 1970.

### Lingue e dialetti
Il dialetto tornimpartese è il dialetto aquilano, appartenente al gruppo dei dialetti sabini, parlato in tutta l'area dell'aquilano-Cicolano-reatino con varie sfumature a livello locale.

### Tradizioni e folclore
Il territorio di Tornimparte è caratterizzato dalla diffusa produzione, durata fino agli anni '70 del XX secolo, del carbone vegetale attraverso le carbonaie (in dialetto locale, Ju catozzu) grazie alla presenza di numerosi boschi di faggio. Altra importante tradizione locale è quella de Ju calenne, antico rito pagano che consisteva nel taglio del tronco di un albero poi eretto in primavera in varie piazze delle frazioni il primo maggio come buon auspicio per i futuri raccolti dei contadini. È stata interrotta dopo la prima guerra mondiale e reintrodotta negli anni '60. Il termine "Calendae" con cui nel calendario romano si indicava il primo giorno del mese, "Calenda Maia". Il comune organizza annualmente l'Antica Fiera, una fiera di animali e commercianti il 15 ottobre presso Villagrande ad un mese esatto dalla festività della Beata Vergine Maria Addolorata.

### Piatti tipici
Nella tradizioni tipiche di Tornimparte ci sono "Ji Cauciuni" di Tornimparte, ricetta salata a base di formaggio e carne di maiale che si consumano dopo la quaresima.

## Cultura

### Scuole
- Scuola elementare (Villagrande/San Nicola/Barano)
- Scuola media inferiore (Palombaia)

### Teatro
- Teatro comunale presso Villagrande

## Economia
La vicinanza con L'Aquila ha favorito lo sviluppo del settore terziario nel comune. In passato, prima della costruzione dell'autostrada e della conseguente integrazione del paese con le economie dei centri circostanti, le principali fonti di sostentamento erano date da agricoltura e allevamento, spesso quasi unicamente a scopo di sussistenza. In alcuni documenti storici è riportato anche lavori basati sul taglio della legna quali la quercia e i castagni i cui boschi vengono citati come "macchie".

### Turismo
La presenza di diversi agriturismi e bed and breakfast ha reso possibile e favorito in parte lo sviluppo del turismo. Ci sono aree Pic-nic con barbecue ad esempio come la forca di Castiglione, "Le Prata di San Lorenzo" a pochi chilometri dalla piana di Castiglione, alla fonte di "Capu Acqua" in zona Capo La Villa.

## Infrastrutture e trasporti

### Strade
Il paese è servito dallo svincolo Tornimparte-Campo Felice dell'A24 Roma-Teramo.

### Ferrovie
A breve distanza dal confine comunale transita la ferrovia Terni-Sulmona; il territorio è servito dalla stazione di Sassa-Tornimparte, nel territorio comunale dell'Aquila.

## Amministrazione
| Periodo        | Periodo        | Primo cittadino    | Partito                                            | Carica  | Note          |
| -------------- | -------------- | ------------------ | -------------------------------------------------- | ------- | ------------- |
| 6 giugno 1993  | 26 aprile 1997 | Giampaolo Tiberi   | Lista Civica                                       | Sindaco | [ 30 ]        |
| 27 aprile 1997 | 13 maggio 2001 | Mario Catena       | Lista Civica di Centro                             | Sindaco | [ 31 ]        |
| 14 maggio 2001 | 15 maggio 2011 | Antonio Tarquini   | Lista Civica di Centro-sinistra poi Lista Civica   | Sindaco | [ 32 ] [ 33 ] |
| 16 maggio 2011 | 5 giugno 2016  | Umberto Giammaria  | Lista Civica Per Tornimparte Città                 | Sindaco | [ 34 ]        |
| 6 giugno 2016  | 5 Ottobre 2021 | Giacomo Carnicelli | Lista Civica di Centro-sinistra Progetto in Comune | Sindaco | [ 35 ]        |
| 6 ottobre 2021 | in carica      | Giammario Fiori    | Lista Civica Tornimparte il bene in comune         | Sindaco | [ 35 ]        |

### Frazioni
Barano, Capo La Villa, Case Tirante, Castiglione, Colle Farelli, Colle Farnio, Colle Fiascone, Colle Marino, Colle Massimo, Colle Perdonesco, Colle Santa Maria, Colle San Vito, Forcelle, Molino Salomone, Palombaia, Piagge, Pianelle, Pié la Costa, Piedi la Villa, Rocca Santo Stefano, San Nicola, Viaro, Villagrande (sede comunale).

### Antica suddivisione
Terzo Villagrande (Villagrande, Capo La Villa, Case Tirante, Piedi la Villa, Piagge), Terzo San Vito (Pianelle, Colle San Vito, Colle Santa Maria, Barano, Viaro), Terzo San Nicola (San Nicola, Piedi la Costa, Colle Massimo, Colle Perdonesco, Molino Salomone), Terzo Rocca Santo Stefano (Rocca Santo Stefano, Forcelle, Collemarino, Colle Farnio, Colle Fiasconi, Colle Farelli).

## Sport
Tornimparte dispone di una squadra di calcio, la Tornimparte 2002, che milita nel campionato di promozione Abruzzo girone A. Il centro sportivo principale del comune, con palestra e campo sportivo, è sito in località Palombaia.